# ارکیده‌های کلاه‌سبز
ارکیده‌های کلاه‌سبز (نام علمی: Pterostylis) نام یک سرده از زیرخانواده ثعلب‌واران است.